# کاتو تاکاآکی
کاتو تاکاآکی (انگلیسی: Katō Takaaki؛ زاده ۳ ژانویهٔ ۱۸۶۰ درگذشته ۲۸ ژانویهٔ ۱۹۲۶) یک سیاست‌مدار اهل ژاپن بود.